# Vardø (plaats)
Vardø (Kveens: Vuorea) is een plaats in de Noorse gemeente Vardø, provincie Finnmark. Vardø telt 1.933 inwoners (2023) en heeft een oppervlakte van 1,27 km². De stad is gedeeltelijk gelegen op het eiland Vardøya. De naam van de stad komt van de gelijknamige vesting waarvan de naam een verbastering zou zijn van Wardhuys, want met deze Nederlandse naam staat Vardø vermeld op de kaart van Jan Huygen van Linschoten uit 1594.

## Geschiedenis
Archeologische vondsten bevestigen dat er reeds 4500 jaar geleden sprake was van een nederzetting op deze plaats. Vardø wordt in officiële documenten in 1307 vermeld als "vissershaven". Het is omstreeks deze tijd dat de eerste Vardøhus versterking door koning Håkon V Magnusson werd gebouwd als bescherming tegen de Russische en Karelische plunderaars die het gebied regelmatig binnenvielen.
Het eerste Vardøhus Slott dateert uit 1460, het huidige werd in de periode 1734-1738 gebouwd.
Vardø verkreeg op 17 juli 1789 stadsrechten wanneer koning Christian VII de stad als marktplaats erkende. Het stadje was tot de Eerste Wereldoorlog het centrum van de handel van de Pomoren. Na de Russische Revolutie stopte de handel waardoor vele handelaars failliet gingen. Na het einde van de Koude Oorlog was er opnieuw contact tussen Vardø en Archangelsk en de steden werden in 1989 zustersteden.
Voor het Duitse leger was de stad van belang tijdens de Tweede Wereldoorlog. Ze was strategisch goed gelegen om de bewegingen van de geallieerde vloot op Moermansk te volgen. Tijdens de oorlogsjaren werd twee derden van de stad verwoest door luchtaanvallen van de sovjets op Duitse stellingen en op schepen die bevoorrading aanvoerden voor Kirkenes en het front. Bij de terugtocht van het Duitse leger leed de stad opnieuw zwaar.

## Klimaat
Vardø is de enige Noorse stad die in de arctische klimaatzone gelegen is. Het betekent dat de gemiddelde temperatuur in de zomer de 10° Celsius niet overtreft.

## Bezienswaardigheden

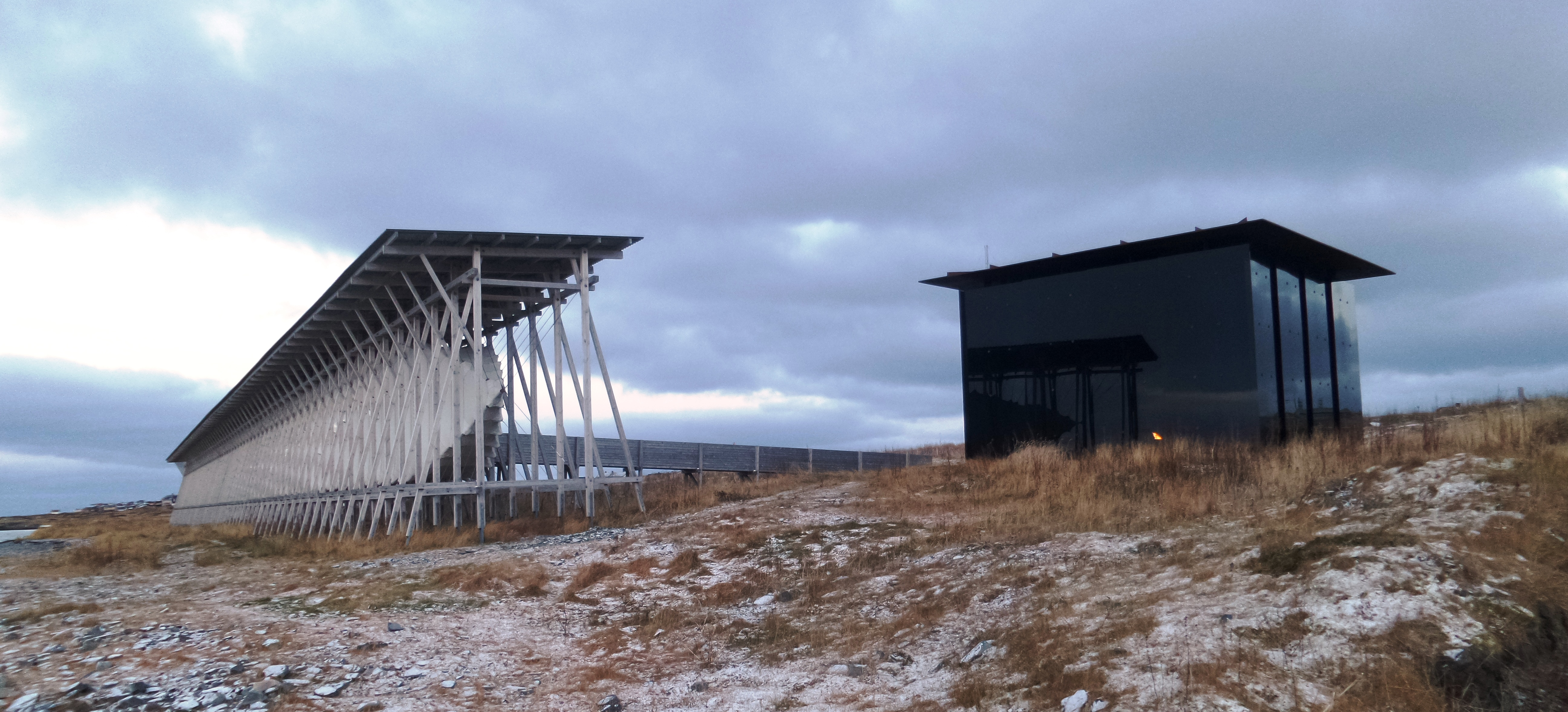
Steilneset minnested, het heksenmonument in Vardø.

In Vardø staat de noordelijkste vesting ter wereld: de Vardøhus festning.
Ongeveer 40 kilometer ten noordwesten van Vardø ligt het verlaten vissersdorp Hamningberg dat zeker een bezoekje waard is.
Steilneset Monument het tweedelige Heksenmonument, ontworpen door de Frans-Amerikaanse kunstenares Louise Bourgeois en de Zwitserse architect Peter Zumthor, werd in 2011 gebouwd ter nagedachtenis van de 17e-eeuwse heksenvervolgingen in het noorden van Noorwegen. Verder is er ook nog een museum in Vardø.

## Verkeer
De luchthaven van Vardø ligt in Svartnes op het vasteland. Widerøe verzorgt dagelijks verbindingen met Tromsø en Kirkenes.
De Europese route E75 die op Kreta start, heeft hier zijn eindpunt. De schepen van de Hurtigruten doen de haven dagelijks aan op hun reis van Bergen naar Kirkenes.

## Jaarlijks evenement
Yukigassen is een groot internationaal sneeuwballengevecht dat jaarlijks wordt georganiseerd in Vardø.